# Pollenia nigrita
Pollenia nigrita är en tvåvingeart som beskrevs av Malloch 1936. Pollenia nigrita ingår i släktet vindsflugor, och familjen spyflugor. Inga underarter finns listade i Catalogue of Life.